# 代默拉特
代默拉特是德国莱茵兰-普法尔茨州的一个市镇。总面积10.51平方公里，总人口313人，其中男性152人，女性161人（2011年12月31日），人口密度30人/平方公里。